# Alonzo Bradley
Pour les articles homonymes, voir Bradley.
Alonzo Bradley (né le 16 octobre 1953) est un joueur américain de basket-ball. Né à Utica, dans le Mississippi, il a joué en NCAA pour les Tigers de Texas Southern de l'Université de Texas Southern (en).
Sélectionné en 29e position, au deuxième tour, de la Draft 1977 de la NBA par les Pacers de l'Indiana, il dispute trois saisons de NBA avec les Rockets de Houston (de 1977 à 1980), disputant 99 parties. Lors de la draft d'expansion NBA 1980, il est choisi par la nouvelle franchise des Mavericks de Dallas.